# Capitaine (hockey sur glace)
Pour les articles homonymes, voir capitaine.

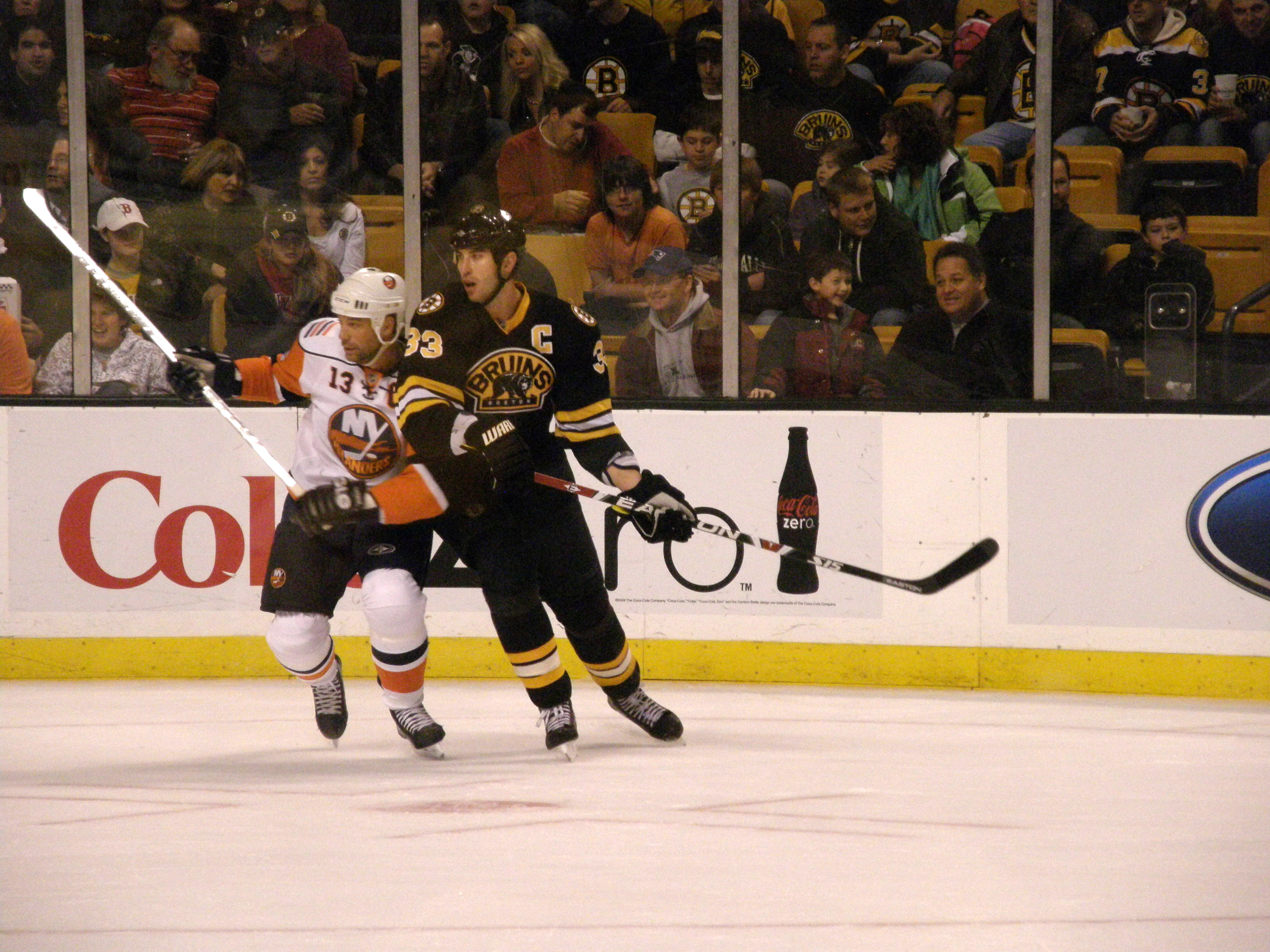
Les capitaines Bill Guerin des Islanders de New York et Zdeno Chára des Bruins de Boston.

Au hockey sur glace, chaque équipe a un capitaine désigné, portant la lettre « C » sur son chandail. Selon la tradition, elle est placée à l'avant, du côté gauche. Dans la Ligue nationale de hockey (désigné par le sigle LNH), l'équipe des Red Wings de Détroit est la seule à poser la lettre du côté droit, en raison de la position du logo de l'équipe sur les nouveaux chandails qui ne laisse pas assez de place à gauche.

## Responsabilités et importance

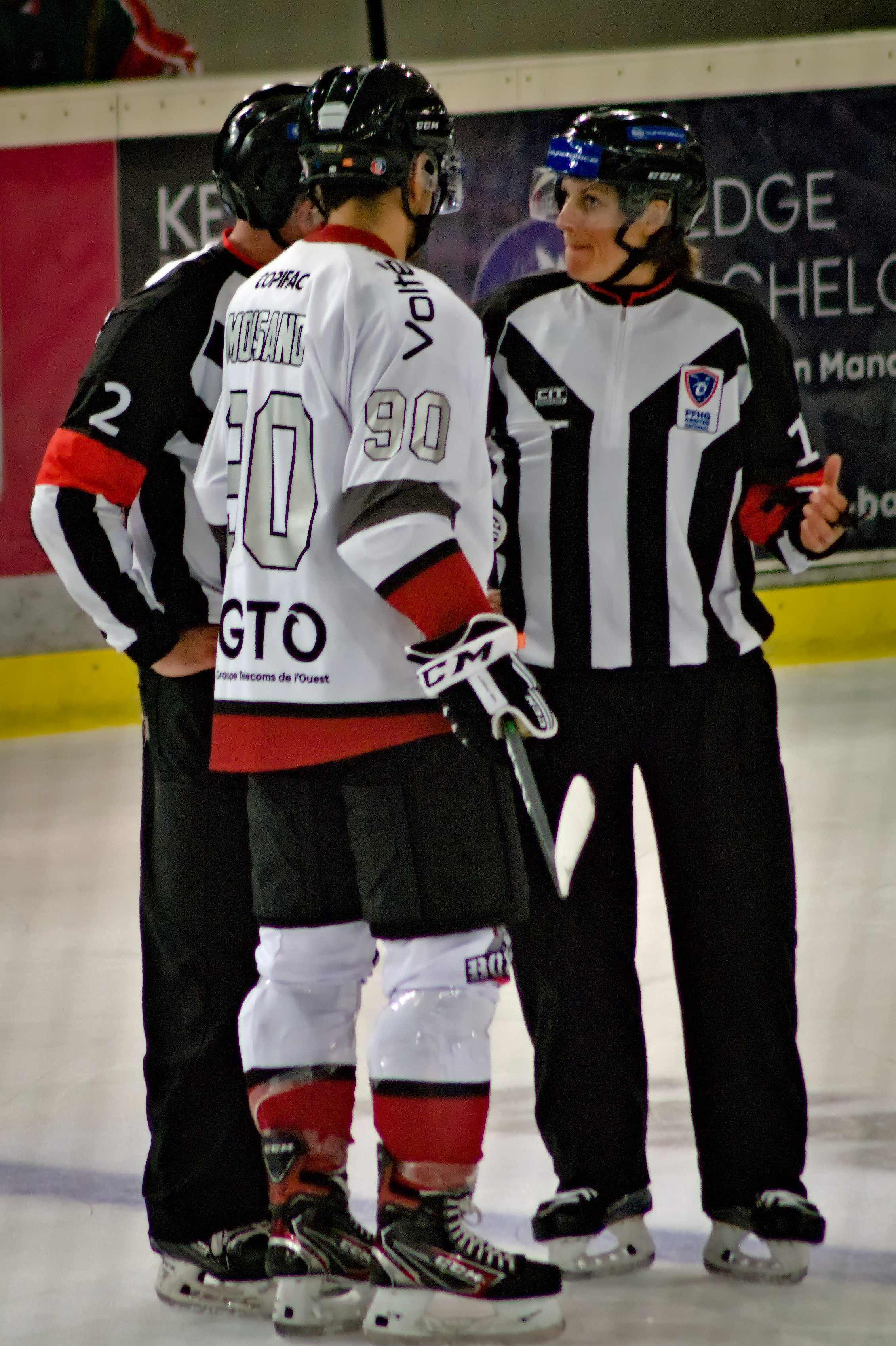
Arbitres expliquant leur interprétation du règlement.

Selon les règlements de la Fédération internationale de hockey sur glace (également désignée par le sigle anglais IIHF) et de la LNH, le capitaine de l'équipe (s'il n'est pas sur la glace, le capitaine-adjoint) est le seul joueur autorisé à discuter avec les arbitres concernant l'interprétation des règlements.
Bien que ces règlements ne prévoient aucune autre distinction entre le capitaine et ses coéquipiers, le capitaine qui évolue dans le hockey professionnel nord-américain a un certain nombre de responsabilités : leader dans le vestiaire, représentant de l'équipe aux yeux du public et porte-parole des joueurs auprès de la direction de l'équipe. Il doit aussi parfois organiser des activités sociales pour l'équipe.
Au moment de la remise d'un trophée à l'équipe, c'est le capitaine qui, traditionnellement, le reçoit en premier. Ainsi, à la fin des séries éliminatoires, le commissaire de la LNH remet la coupe Stanley au capitaine de l'équipe victorieuse. Il en est de même dans la IIHF, où le capitaine est celui qui reçoit les trophées de son équipe.

## Choix du capitaine
Le capitaine est choisi par la direction de l'équipe; quelques équipes organisent un vote parmi leurs joueurs afin de désigner un capitaine. De façon générale, ce dernier est un vétéran, mais il peut arriver qu'on choisisse un joueur plus jeune, comme Steve Yzerman (21 ans) en 1986 ou Sidney Crosby (19 ans) en 2007. La nomination d'un joueur à titre de capitaine est un moment important qui peut influencer les performances futures de l'équipe et du joueur nouvellement désigné.
Les règlements de la IIHF et de la LNH interdisent la nomination d'un gardien de but à titre de capitaine ou de capitaine-adjoint, en raison des limites de déplacements entre son filet et le banc des joueurs, rendant ainsi difficiles les discussions avec l'entraîneur et l'arbitre. Dans la LNH, les seules exceptions sont George Hainsworth pour la saison 1932-1933 et Bill Durnan pour de la saison 1947–1948, tous deux des Canadiens de Montréal, et Roberto Luongo, des Canucks de Vancouver, lors de la saison 2008–2009, ce dernier ne pouvant agir à titre de capitaine pendant un match, en raison de ce règlement.
Les équipes de la LNH ne sont pas tenues de désigner le même capitaine pour toute la saison, bien que la plupart le fasse.  Quelques-unes en nomment deux (Sabres de Buffalo en 2005–2006 et en 2006–2007) ou trois (Canucks de Vancouver en 1990–1991) par saison. D'autres équipes nomment leurs joueurs « capitaine » à tour de rôle, plutôt que de garder le même pendant une longue période (le Wild du Minnesota n'a jamais eu de capitaine permanent jusqu'en 2009, choisissant de changer tous les mois ou tous les deux mois). Toutefois, un seul joueur peut être désigné capitaine au cours d'un même match.

## Capitaines adjoints

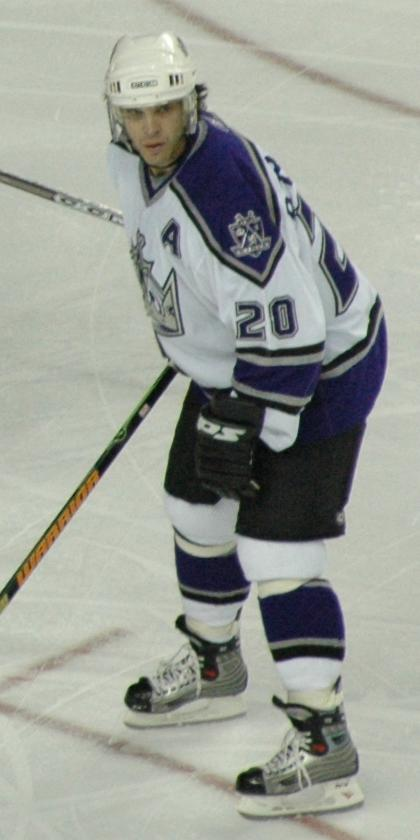
Luc Robitaille, des Kings de Los Angeles, portant le « A » d'adjoint sur son chandail.

Les équipes peuvent désigner des capitaines adjoints qui portent la lettre « A » sur leurs chandails comme le capitaine porte le « C ». Quand le capitaine n'est pas sur la glace, le capitaine adjoint présent tient le rôle de capitaine auprès des arbitres. Il doit aussi être rassembleur et leader au sein de l'équipe.
Dans la Ligue nationale de hockey (LNH), les équipes peuvent désigner un capitaine et un maximum de deux capitaines adjoints; elles peuvent en désigner un maximum de quatre, s'il n'y a pas de capitaine. Dans la Ligue canadienne de hockey (LCH), les équipes sont autorisées à nommer un capitaine et un maximum de trois capitaines adjoints. Le règlement de la IIHF stipule que toutes les équipes doivent désigner un capitaine et un maximum de deux capitaines-adjoints. 
Tout comme pour le capitaine, les équipes ont le choix de nommer un capitaine adjoint différent à chaque match ou en nommer un pour toute la saison.

## Faits importants
George Hainsworth est le premier gardien de l'histoire de la LNH à devenir capitaine de son équipe, les Canadiens de Montréal, ceci en 1932-1933. Il remplace alors Sylvio Mantha, le gérant de l'équipe, Léo Dandurand, estimant que son gardien passant tout le temps de jeu sur la glace, il doit être celui qui discute avec les arbitres.
Dans l'histoire de la LNH, c'est Steve Yzerman, des Red Wings de Détroit, qui a été capitaine le plus longtemps; il a tenu ce rôle pendant 20 saisons (de la saison 1986–1987 à la saison 2005–2006). Brian Bellows a pour sa part été le plus jeune joueur à être nommé capitaine. Il a tenu ce rôle par intérim avec les North Stars du Minnesota, de janvier à mai 1984. Le plus jeune capitaine permanent a été Connor McDavid des Oilers d'Edmonton nommé le 5 octobre 2016 à l'âge de 19 ans et 266 jours, abaissant de 20 jours la marque établie par Gabriel Landeskog de l'Avalanche du Colorado, nommé le 4 septembre 2012.
Des joueurs d'origine européenne ont aussi fait leur marque dans la LNH. D'abord, Lars-Erik Sjöberg, des Jets de Winnipeg, est le premier joueur à être nommé capitaine. Ensuite, Daniel Alfredsson, des Sénateurs d'Ottawa, est le premier capitaine à avoir conduit son équipe en finale de la coupe Stanley et Nicklas Lidström, des Red Wings de Détroit, est le premier à remporter la coupe Stanley (2008) à titre de capitaine. Finalement, Charlie Gardiner, des Blackhawks de Chicago, l'a aussi remportée en tant que capitaine en 1934, mais il possède aussi la nationalité canadienne et avait déjà évolué dans une équipe nord-américaine.
Dirk Graham, des Blackhawks de Chicago, est le premier joueur de descendance africaine à être nommé capitaine. Pourtant, Jarome Iginla, des Flames de Calgary, est plus largement reconnu comme étant le premier capitaine noir dans l'histoire de la LNH.
Sidney Crosby devient le plus jeune capitaine permanent à avoir soulevé la Coupe Stanley en 2009.  
Jean Béliveau est, lui, le seul capitaine à avoir mené une équipe à cinq conquêtes de la Coupe Stanley. Dans la Ligue nationale de hockey, les capitaines suivants en ont remporté quatre : Maurice Richard et Yvan Cournoyer avec les Canadiens de Montréal, George Armstrong avec les Maple Leafs de Toronto et les Canadiens de Montréal, Denis Potvin avec les Islanders de New Yorket Wayne Gretzky chez les Oilers d'Edmonton.  

## Les plus jeunes capitaines de la LNH
| Nom                | Équipe                   | Date de naissance  | Entrée en fonction | Âge au moment de la nomination | Premier match à titre de capitaine | Âge au premier match | Type      |
| ------------------ | ------------------------ | ------------------ | ------------------ | ------------------------------ | ---------------------------------- | -------------------- | --------- |
| Brian Bellows      | North Stars du Minnesota | 1er septembre 1964 | 10 janvier 1984,   | 19 ans et 131 jours            |                                    |                      | Intérim   |
| Connor McDavid     | Oilers d'Edmonton        | 13 janvier 1997    | 5 octobre 2016     | 19 ans et 266 jours            | 12 octobre 2016                    | 19 ans et 274 jours  | Permanent |
| Gabriel Landeskog  | Avalanche du Colorado    | 23 novembre 1992   | 4 septembre 2012   | 19 ans et 286 jours            | 19 janvier 2013                    | 20 ans et 57 jours   | Permanent |
| Sidney Crosby      | Penguins de Pittsburgh   | 7 août 1987        | 31 mai 2007        | 19 ans et 297 jours            | 5 octobre 2007                     | 20 ans et 59 jours   | Permanent |
| Vincent Lecavalier | Lightning de Tampa Bay   | 21 avril 1980      | 1er mars 2000      | 19 ans et 315 jours            | 1er mars 2000                      | 19 ans et 315 jours  | Permanent |
| Jonathan Toews     | Blackhawks de Chicago    | 29 avril 1988      | 18 juillet 2008    | 20 ans et 80 jours             | 10 octobre 2008                    | 20 ans et 164 jours  | Permanent |
| Steve Yzerman      | Red Wings de Détroit     | 9 mai 1965         | 7 octobre 1986     | 21 ans et 151 jours            | 9 octobre 1986                     | 21 ans et 153 jours  | Permanent |